# 堀川由理
堀川 由理（ほりかわ ゆり、1980年9月27日 - ）は、日本の歌手、女優。北海道出身。元南青山少女歌劇団のメンバー、元Skirtのメンバー。血液型はA型。

## 略歴・人物
1991年、南青山少女歌劇団（以下「南少」と略記）に加入。初めて舞台でソロで歌った時には13歳であったという。他にも計6回の舞台出演と、イベント・テレビ番組への出演をこなす。
南少在籍中、同じ南少メンバーである十川貴美子（後の桜井美紀）とSkirtを結成し、1995年にデビュー。同年、後述の舞台『聖歌物語』を最後に南少を退団する。
1998年のSkirt解散後、翌1999年に明治大学短期大学に入学。2001年に短大を卒業し、筑波大学に編入学する。同年、大学のサークル仲間とともにCoccoのコピーバンド「helly heaven」を結成するが、バンドは2003年の堀川の大学卒業をもって解散する。並行して、2002年からロックバンド「Myuna」のボーカルとしても活動していたが、こちらのバンドも2004年に活動停止する。
ライブやバンド活動から離れた後も音楽を続けたいという意志は強く、同2004年にソロで路上ライブを開始。通販ながら、ソロでのミニアルバムもリリース。2005年に大学院へ進学し、その後は主に代々木公園を舞台として路上ライブで活動。2008年10月には、ソロ名義でのライブハウス初出演を果たした。現在はシンガポール在住。

## 音楽
※ SkirtとしてのリリースはSkirtを参照。
※ 以下に記載するリリースは、いずれも堀川由理公式サイト上での通信販売。

### シングル
Myuna名義
1. If you leave me alone
2. cold reality
3. what' way
4. 焼かれた蝶

### アルバム
堀川由理名義
- ゆめいっぱい（2006年8月20日）
- Candy Rock☆☆☆（2007年12月24日）
- Sky Journey（2009年9月27日）

## 出演
※ Skirtとしての出演はSkirtを参照。

### 舞台
すべて南青山少女歌劇団での舞台作品。
- 夏・遠い願いを抱いて 〜夢を信じて〜（1992年） - ユリ 役
- 輝く瞬間を止めないで 〜DANCE ON DANCE〜（1993年） - 鷹鳥家のお手伝い・ミナ 役（モップダンサーズB）
- 輝く瞬間を止めないで（再演）（1993年） - 右子 役（アンサンブルA）
- 憑いてますか（1994年） - ハチロー 役
- マーガレット戦争（1995年） - ピーコ 役
- 聖歌物語（1995年） - ウチムカイ 役